# Uleastrum
Uleastrum là một chi rêu trong họ Orthotrichaceae.